# Israel National Trail

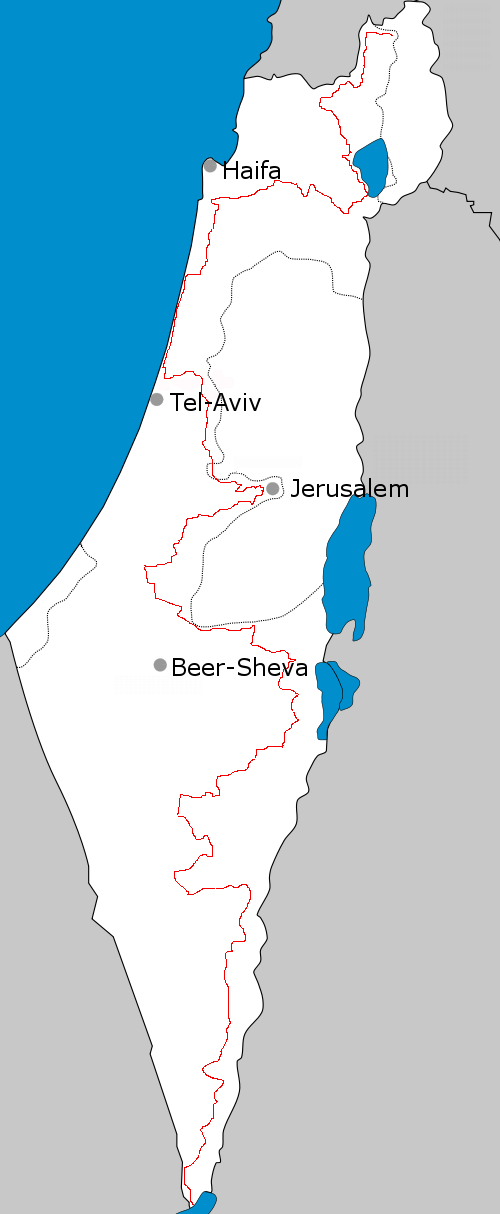
De Israel National Trail

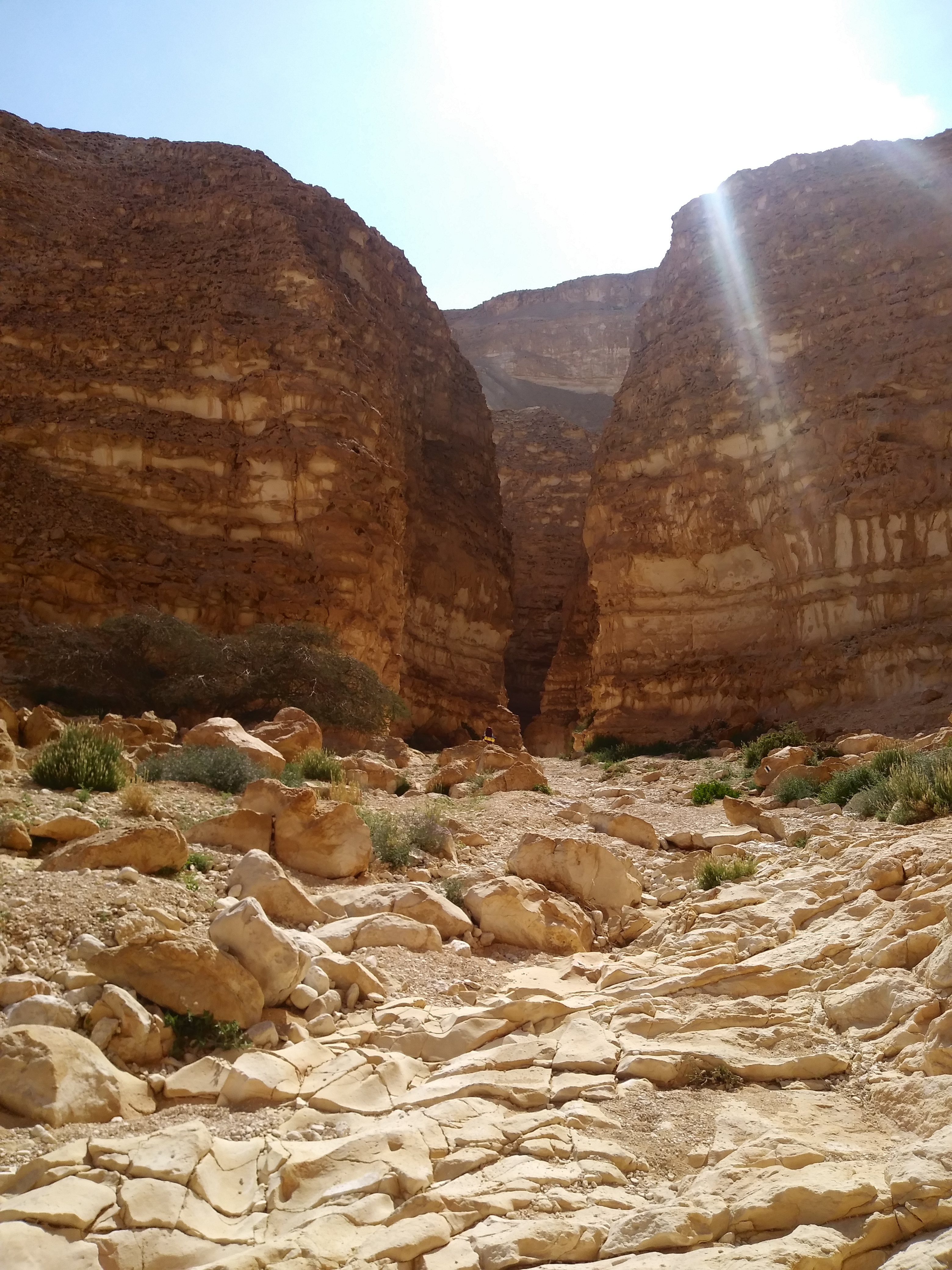
De Israel National Trail in het zuiden van Israel, in de Arava

De Israel National Trail is een 1015 kilometer lang wandelpad door heel Israël, gecreëerd in 1995. Het pad loopt van de kibboets Dan in het noorden naar Eilat in het zuiden, komt onder andere langs Tel Aviv en Jeruzalem.
Het duurt zo'n 45 tot 60 dagen om het pad helemaal te belopen. Wie in de lente begint loopt meestal van zuid naar noord, en wie in het najaar begint loopt meestal van noord naar zuid. Het wandelpad is gemarkeerd met drie streepjes (wit, blauw en oranje).

## Geschiedenis
De Israel National Trail was het idee van Avraham Tamir - een journalist en hiker die onder andere de Appalachian trail heeft belopen - en Ori Dvir - een hiker en een van de oprichters van Society for the Protection of Nature in Israel. Het pad was ingewijd in 1994 door president Ezer Weizman. Het pad wordt onderhouden door de The Israel Trails Committee, die ook de andere wandelpaden in Israel onderhoudt.